# Alan Marcel Picazzo
Alan Nicolás Marcel Picazzo (Concepción del Uruguay, Entre Ríos, Argentina; 21 de junio de 1999) es un futbolista argentino. Juega como delantero en el  Chiclana CF de la 6ª categoría del fútbol español.

## Trayectoria

### River Plate
Llegó en el 2015, en Octava, procedente de Atlético Uruguay. Su debut oficial se produjo el 17 de septiembre de 2017 frente a San Martín de San Juan por un partido del Campeonato de Primera División 2017-18, marcando su er gol que selló la victoria. Ingresó a los 17 minutos del segundo tiempo, en lugar de Rafael Borré.
El 27 de enero de 2019, disputó su primer partido en el Estadio Monumental frente a Patronato, ingresando al primer minuto del segundo tiempo por Camilo Mayada, partido que River terminaría perdiendo por 1-3.

### Villa Dálmine
El 8 de agosto de 2019 fue cedido a préstamo por una temporada.

### Fuente de Cantos
En 2022 firmó por el UD Fuente de Cantos luego de haber quedado libre en River Plate

### Chiclana CF
El 27 de marzo de 2024 firmó, para disputar los 5 últimos partidos en la categoría de División de Honor Andaluza (6ªcategoría), con el conjunto gaditano Chiclana CF, con objeto de conseguir el ansiado ascenso a Tercera Federación.

## Clubes
| Club                | País      | Año         |
| ------------------- | --------- | ----------- |
| River Plate         | Argentina | 2017 - 2019 |
| Villa Dálmine       | Argentina | 2019 - 2020 |
| River Plate         | Argentina | 2020 - 2021 |
| UD Fuente de Cantos | España    | 2021 - 2022 |
| CD Alcalá           | España    | 2022 - 2024 |
| Chiclana C.F.       | España    | 2024        |

## Estadísticas

### Clubes
- Actualizado hasta el 03 de diciembre de 2019.

| Club | Div.                | Temporada           | Liga  | Liga  | Liga   | Copas Nacionales(1) | Copas Nacionales(1) | Copas Nacionales(1) | Torneos Internacionales(2) | Torneos Internacionales(2) | Torneos Internacionales(2) | Total | Total | Total  | Medida goleadora(3) |
| Club | Div.                | Temporada           | Part. | Goles | Asist. | Part.               | Goles               | Asist.              | Part.                      | Goles                      | Asist.                     | Part. | Goles | Asist. | Medida goleadora(3) |
| --- | ------------------- | ------------------- | ----- | ----- | ------ | ------------------- | ------------------- | ------------------- | -------------------------- | -------------------------- | -------------------------- | ----- | ----- | ------ | ------------------- |
| River Plate Argentina |                     |                     |       |       |        |                     |                     |                     |                            |                            |                            |       |       |        |                     |
| 1.ª | 2017-18             | 1                   | 1     | 0     | 0      | 0                   | 0                   | 0                   | 0                          | 0                          | 1                          | 1     | 0     | 1,00   |                     |
| 1.ª | 2018-19             | 1                   | 0     | 0     | 0      | 0                   | 0                   | 0                   | 0                          | 0                          | 1                          | 0     | 0     | 0,00   |                     |
| 1.ª | 2020                | -                   | -     | -     | -      | -                   | -                   | -                   | -                          | -                          | -                          | -     | -     | 0,00   |                     |
| Total club | Total club          | 2                   | 1     | 0     | 0      | 0                   | 0                   | 0                   | 0                          | 0                          | 2                          | 1     | 0     | 0,50   |                     |
| Villa Dálmine Argentina |                     |                     |       |       |        |                     |                     |                     |                            |                            |                            |       |       |        |                     |
| 2.ª | 2019-20             | 7                   | 1     | 0     | 0      | 0                   | 0                   | 0                   | 0                          | 0                          | 7                          | 1     | 0     | 0,14   |                     |
| Total club | Total club          | 7                   | 1     | 0     | 0      | 0                   | 0                   | 0                   | 0                          | 0                          | 7                          | 1     | 0     | 0,14   |                     |
| Total en su carrera | Total en su carrera | Total en su carrera | 9     | 2     | 0      | 0                   | 0                   | 0                   | 0                          | 0                          | 0                          | 9     | 2     | 0      | 0,22                |
| (1) Las copas nacionales se refiere a la Copa Argentina. (2) Las copas internacionales se refiere a la Copa Libertadores. (3) Media de goles por encuentro. No incluye goles en partidos amistosos. |                     |                     |       |       |        |                     |                     |                     |                            |                            |                            |       |       |        |                     |

### Resumen estadístico
|                      | Partidos | Goles | Promedio | Asistencias | Promedio |
| -------------------- | -------- | ----- | -------- | ----------- | -------- |
| Liga                 | 9        | 2     | 0,22     | 0           | 0,00     |
| Copas Nacionales     | 0        | 0     | 0,00     | 0           | 0,00     |
| Copa Internacionales | 0        | 0     | 0,00     | 0           | 0,00     |
| TOTAL                | 9        | 2     | 0,22     | 0           | 0,00     |

## Palmarés

### Campeonatos nacionales
| Título         | Club        | Sede    | Año  |
| -------------- | ----------- | ------- | ---- |
| Copa Argentina | River Plate | Mendoza | 2017 |